# くりぃむナントカ
『くりぃむナントカ』は、テレビ朝日系列などで2004年10月6日（5日深夜）から2008年9月3日まで放送し、2009年1月3日からは年数回の特別番組として2017年（地上波放送に限れば2013年）まで放送されたバラエティ番組で、お笑いコンビ・くりぃむしちゅーの冠番組である。

## 概要
くりぃむしちゅーにとって初の冠番組であり、全ての企画をくりぃむしちゅーが担当している。くりぃむしちゅーの出演番組では上田晋也が進行を担当することが多いが、本番組では主に有田哲平が進行を担当する。
タイトルの由来は有田の「視聴者はちゃんと番組名を覚えてくれない。だからナントカで充分」という考えによる。

### 沿革
2004年10月6日に水曜0:16 - 0:46（火曜ネオネオバラエティ）枠で開始。その後、2005年10月10日より月曜23:15 - 0:10（ネオバラエティ）に移動。
ネオネオバラエティ時代は自由かつマニアックな企画で構成されていたが、ネオバラエティ移行後はわかりやすい企画が増え、火曜期から継続の企画もアレンジが加えられ全体的に大衆向けになっている。
関西地区では朝日放送で約1時間遅れの火曜 0:29 - 1:26（月曜深夜）に放送されていた。以前は自社制作番組『トリハダ 〜感じるボロ〜ン〜』を放映していたため放送時間はこれよりさらに1時間遅かったが、番組終了により2006年4月から1時間繰り上がった。
番組ウェブサイトにはオンエアでカットされた映像を公開している「ナントカお蔵」というコンテンツがあり、カットされた部分を動画で見る事ができる。
2007年10月1日放送分からハイビジョン制作となっているが、当初は通常画質による制作のピラーボックスで放送され地デジでは画面両端に橙地に番組タイトルが描かれたサイドパネルが貼られていた。翌週10月8日放送分より完全なハイビジョン制作となり、『『ぷっ』すま』も2008年1月15日放送分からハイビジョン制作に移行したことから、ネオバラ枠は全てハイビジョン制作となった。
深夜時代の視聴率はM1層（若年男性）を中心に支持されながら12%前後を常にキープしていて、歴代最高視聴率は2008年1月21日放送分の14.2%だった。
2008年4月23日放送分よりゴールデンタイム枠に昇格し、毎週水曜日19:00 - 19:54に放送。くりぃむしちゅーがテレビ朝日のゴールデン枠のレギュラーを持つのは『銭形金太郎』以来1クールぶり、冠番組としては初めてであった。
ゴールデンタイムでの視聴率は、初回こそ10.3%と2桁を確保したが、第2回目（4月30日）以降の視聴率は、5〜6%前後と苦戦。そこで深夜時代の人気企画（「ビンカン選手権」や「へそくり選手権」など）を立て続けに放送するも、視聴率は改善されず、9月3日の放送をもって4年間のレギュラー放送に幕を下ろすこととなった。最終回終盤にて大木が涙を流す場面もあった。
番組公式ホームページのBBSでは「くりぃむナントカ打ち切り反対」「深夜枠で復活して欲しい」などの声が数多く寄せられ、番組終了翌日のくりぃむナントカのホームページのアクセス数は、スペシャルドラマ『氷の華』に続く第2位を記録した。またホームページ内ではお別れ会のノーカットが10月13日まで閲覧できた。

### 番組終了後
番組終了後、水曜19時枠としては「ナニコレ珍百景」が水曜23:15～翌0:10枠から移動、くりぃむしちゅーのレギュラー番組としては「シルシルミシル」が同じく水曜23:15-翌0:10枠で始まったため、事実上枠交換した形になる。また、番組のレギュラー終了から3年後の2011年10月からは「SOFTくりぃむ」が深夜枠で、2012年1月からは水曜日20:00-20:54のゴールデン帯で「くりぃむクイズ ミラクル9」が開始され、「SOFTくりぃむ」は数回のタイトル変更・枠移動を経て「くりぃむナンタラ」として、「ミラクル9」はタイトル・放送枠そのままに、2025年現在、いずれも放送中である。

#### 特番化へ
レギュラー放送終了後もファンの根強い人気によって深夜枠に複数回復活特番が放送された。しかし、2013年を最後に放送されず、地上波以外でも2017年5月4日にAbemaTVにて放送されたのが最後である。その後、2021年10月17日には『くりぃむナンタラ』が開始され、新企画に加えて本番組の企画の復活版がテレビ朝日系列全国ネットで放送されている。
- テレビ放送（テレビ朝日系列で放送）
  - 2009年1月4日0:31 - 1:31（一部地域を除く） - 日本一早い!流行語大賞2009
  - 2009年4月3日23:15 - 翌0:10（一部地域を除く） - オールスター顔写祭2009
  - 2009年9月25日23:15 - 翌0:10（一部地域を除く） - 芸能界ナンバー2選手権
  - 2009年12月18日23:15 - 翌0:15（一部地域を除く）- N-1グランプリ2009
  - 2010年4月2日23:15 - 翌0:15（一部地域を除く）- 五十音-1グランプリ（「あ」〜「く」）
  - 2011年1月7日23:15 - 翌0:15（一部地域を除く）- 第2回五十音-1グランプリ（「け」〜「そ」）
  - 2011年1月28日23:15 - 翌0:15（一部地域を除く）- 第3回五十音-1グランプリ（たくさん入ってそうなサイフの中身を空っぽにする-1GP）
  - 2012年1月4日23:15 - 翌0:15（一部地域を除く）- 第4回五十音-1グランプリ（「ち」〜「の」）
  - 2012年6月22日23:15 - 翌0:15（一部地域を除く）- これさえ見れば大丈夫-1GP
  - 2012年9月28日23:15 - 翌0:15（一部地域を除く）- 芸能界ビンカン選手権
  - 2013年11月29日23:15 - 翌0:15（55時間テレビ内、一部地域を抜く） - 芸能界ビンカン選手権
- インターネット配信（AbemaTVにて配信）
  - 2017年5月4日21:00 - 23:00- 芸能界ナンバー2選手権、芸能界へそくり選手権[4]

#### DVD化への道
特番で一夜限りの復活を遂げるも、復活要望の熱が冷めないことからDVD化が図られ、DVD化への道として、公式HPにて見たいエピソードを募集していた。2009年9月30日にDVD第1弾が3巻同時リリースされ、11万枚の好セールスを記録した。2010年4月7日にDVD第2弾が、2011年1月19日にDVD第3弾が、それぞれ3巻同時リリースされている。

## 出演者

### レギュラー（司会）
- くりぃむしちゅー（上田晋也・有田哲平）
- 大木優紀（テレビ朝日アナウンサー）: 同級生に乾杯、ナントカガールズプロジェクトなど出演しない企画もある。
- なお2010年4月2日の特番では有田のポジションが土田になり有田はゲスト扱い、上田・土田・大木の3人で司会をした。これは2009年12月18日放送の番組への愛を確かめるドッキリで、有田が一番番組に愛がなかったからである（収録後に一番早くスタジオを後にした）。

### 準レギュラー
明確な基準は無いが、2〜3週に1度以上の頻度で出演する出演者。他にも準レギュラーに近いものもいるが以下のメンバーが特によく出演する。またお笑いコンビでもそれぞれピンで出演する事が増えてきている。またゴールデン昇格の記者会見にて有田も「深夜時代（23時台）の準レギュラーのようなもの」としてこの3組を挙げている。ちなみにおぎやはぎを除く2組は『シルシルミシル』でも準レギュラーであった。
- おぎやはぎ（小木博明・矢作兼）
- 次長課長（河本準一・井上聡）
- バナナマン（設楽統・日村勇紀）

### その他出演頻度の高い出演者
上記の準レギュラーほどではないが、主に2、3ヶ月に1回のペースで出演したメンバー。
- 土田晃之…芸能界ビンカン選手権レギュラー。番組開始時から頻繁に出演している。最近は出演頻度が減ってきているが、ゴールデン以降は出演機会も増えてきている。
- ブラックマヨネーズ（小杉竜一・吉田敬）
- チュートリアル（徳井義実・福田充徳）
- 岡田圭右（ますだおかだ）…N（ナントカ）-1 グランプリなど、相方の増田英彦とのセット出演もある。
- 堀越のり…自称準レギュラー。詳細はノリノリ堀越の準レギュラーの座は渡さない!!、および堀越&小阪を参照の事。
- 小阪由佳…堀越のりと2人での出演が主である。
- MEGUMI
- 西川史子
- 国生さゆり
- バカリズム
- 柳原可奈子・・・ゴールデン昇格時は出演が多かった。
- 世界のナベアツ・・・ゴールデン昇格時は出演が多かった。

など

#### ビンカンオールスターズ
番組内のコーナー芸能界ビンカン選手権に仕掛け人として特に出演の多い出演者。まれにビンカン選手権以外のコーナーにも出演するが、それでも仕掛け人側が主となる。
- 大久保佳代子（オアシズ）…ナントカ○○ツアー再現ドラマ出演者など仕掛け人としての出演が主。
- 小木博明（おぎやはぎ）…急激に仕掛け人としての登場が増えている。
- ニセヨン様（ペ・ヨンジュンのそっくりさん）…登場初期は他のゲスト同様の扱いだったが、次第に仕掛け人としての出演が多くなる。「アイシテマス」しか喋らない。本名：キム・ミョンソプ。OA版では『冬のソナタ』のBGMが使用されたが、DVD版では著作権の問題か『冬のソナタ』のBGMをアレンジしたボーカル無しの別物に差し替えられている。
- クロちゃん・HIRO（いずれも安田大サーカス）…グループのリーダーである団長は出演したことが無い。
- ゆうたろう…大久保同様くりぃむナントカの仕掛け人として多数出演。ビンカンオールスターズの中では最も古参のメンバーである。ニセヨン様をライバル視しているが一度も勝てていない。

その他仕掛け人についてはこれまでに登場した仕掛け人を参照の事。

#### お仕置きビンタ執行人
番組内のコーナーで出演者にビンタを行う出演者。
- キャリー・アン

星条旗模様の水着を着用し、「クイズ!Love5」に登場するアメリカ出身のブロンド美女。185cmの長身から繰り出すビンタは鈍い音と共に、相手を戦闘不能状態へ追い込む。「日本語がわからない」という設定なので、本来ビンタをする必要がない芸人にもビンタを容赦なくお見舞いする事もあった。詳しくはキャリーの技を参照の事。
母国での就職活動のため2007年1月15日放送分をもって番組を卒業した。しかし、同年9月24日放送分でカナダロケを行った際、ロケ地から600km離れたオレゴン州から実母とともに参加し復活した。キャリーオーバー、キャリークイック等往年の技術を発揮し、そのビンタの威力はプロレスラーの中西学から「佐々木健介のビンタの次に痛い」と評された。
- イリーナ

京都の太秦映画村で行われた「クイズ!Love5」において、キャリーの代わりに大木の新しいアシスタントとして紹介されたロシア出身のブロンド美女。艶やかな着物を着こなし、感情の読み取れない冷酷な表情でビンタをお見舞いする様から「冷血サイボーグ」と呼ばれた。破壊力は「ロシアンビンタ」と称される程凄まじいものだった。出演したのはその1回のみ。
- サンドラ

韓国の焼肉屋で行われた「クイズ!Love5」にビンタ役として登場したブロンド美女。キャリーやイリーナと比べて体格は劣るが、焼肉を食べながらビンタの練習をするほどのやる気をみせる。こちらも出演は1回のみである。
- 目野ちゃん（目野智子）

番組の音声スタッフ。「ナントカ1ミニット」で登場する。彼女を見た芸人曰く「小っちゃい普通の可愛いコ」だが、ビンタを喰らった彼らのリアクションはキャリーのそれに匹敵する。
- ババァ大橋（くりぃむしちゅーマネージャー：大橋由佳）

くりぃむしちゅー担当のマネージャー。キャリーの卒業によるお仕置き人不在の中で、2006年下半期大反省会SPにおいてくりぃむしちゅー、次長課長、麒麟・田村の3発目、ナントカ1ミニッツで雨上がり決死隊の2人に破壊力抜群のビンタを喰らわせた。松田美由紀と高校の同級生だったことがウチくる!?にて判明。
- 破壊王ねもっちゃん（おぎやはぎマネージャー 根本理絵）

おぎやはぎ担当のマネージャー。小木、矢作、岡田に腰の入ったビンタを喰らわせた。
- 新人AD中村

嘘の収録によって呼び出された田村に2発ビンタした。

### その他の出演者
上記以外に縁の深い人
- 岡本夏生…23時台昇格以前は出演する頻度が高く、一時期はビンカンオールスターズの一員だったが、最近では半年に一度など忘れたころの出演が多い。基本的に番組でも随一といって良いほど扱い方が良くない。「ガチンコすぎるわよ!!」が口癖。
- 上田啓介…上田晋也の兄。ビンカン選手権仕掛け人として何度か出演し（太秦映画村では夫婦そろって出演）、またポスターや公式ウェブサイトに登場。元々は普通の勤め人だったが、地元の番組制作会社に転職してローカルタレントとして出演者側で熊本のローカル番組に何本か番組に出ている。また、当番組以外の上田晋也出演番組に多数ゲスト出演している。上田は「日本一たちの悪い素人」と評している。
- 中西学…多数のコーナーに幅広く出演。基本的にショートタイツに上半身裸といういつものプロレスのコスチュームで登場するため、冬になると出演がめっぽう減る。仕掛け人、パネラー共に出演する。
- ケイティ…ナントカ好感度 クイズ!Love5の2代目ビンタガールオーディションで初登場。見かけによらずかなりハードなビンタを披露したが、コーナー自体が行われなくなった（カナダでの特別編を除く）ため、ビンタガールとしての活動はない。その後「からいやつら」のコーナーにウォーターガールとして登場し、特技（?）である水の早飲みを披露するが、水1杯を一気に飲み干す事は出来ない場合が多い。代理で川村ティナ（イニシャルがK.Tである為）が登場したこともある。
- 尚、キャストクレジットされていないが、AV女優の瞳りん（バンビプロモーション）も出演している。

アシスタント代役（おぎやはぎ小木を除く）
- 前田有紀（当時テレビ朝日アナウンサー）…2006年後半から翌年前半にかけて、大木の代役として隔週以上のペースで出演していた。
- 矢島悠子（テレビ朝日アナウンサー）…2006年2月6日の放送で大木の代役として1度だけ出演した。
- 小川友佳（セント・フォース）…2008年2月4日放送分で大木の代役として出演。テレビ朝日アナウンサー以外では初の女性アシスタント。

## スペシャル

### 深夜時代のゴールデン特番
- 2006年1月11日：クイズ1and1 ゴールデンスペシャル
- 2006年4月10日：ゴールデン2時間スペシャル くりぃむナントカスペシャル クイズ1&1春の陣!!
- 2006年9月20日：祝☆くりぃむナントカ世界進出!!! 芸能界ビンカン選手権スペシャル in 韓国

### ゴールデンタイム以外のスペシャル
- 2004年12月21日：緊急生放送!祝!上田晋也結婚記念 クイズに勝って1万円SP（60分スペシャル）
- 2005年3月29日：祝!くりぃむナントカ 春のお腹いっぱい祭り（85分スペシャル）
- 2006年4月3日：くりぃむナントカ90分SP 芸能界ビンカン選手権スペシャル in 京都（85分スペシャル）
- 2006年12月29日：くりぃむナントカ ためしてバッテンSP（85分スペシャル）
- 2007年3月26日：くりぃむナントカ 15分拡大スペシャル「大木vs前田 アシスタント対決最終決戦」+「ナントカホーテ」（70分スペシャル）

### 事情により分割放送されたスペシャル
- 2007年10月15日放送→「芸能界へそくり選手権」（前編）
- 2007年10月22日放送→「ナントカレストラン」&「芸能界へそくり選手権」（後編）
- 2007年10月29日放送→「芸能界ビンカン選手権」

2007年10月19日に「秋の3時間スペシャル（仮）」（19:00 - 21:48）が放送される予定だったが、巨人が優勝して「クライマックスシリーズ2007」の中継が決まったため、スペシャルで放送予定だった内容はレギュラー枠で分割されて放送された。10月15日放送分にて有田が「もしかしたら阪神か巨人が優勝した場合はこれはいつもの時間に放送されています」と発言していた。

### レギュラー放送終了後
- 2009年1月4日 くりぃむナントカ スペシャル「日本一早い！流行語大賞2009」（60分スペシャル、0:31 - 1:31）
- 2009年4月3日 くりぃむナントカ「オールスター顔写祭（かおしゃさい）2009」スペシャル（55分スペシャル、23:15 - 翌0:10）
- 2009年9月25日 くりぃむナントカ「DVD発売記念!芸能界ナンバー2選手権!!」スペシャル（55分スペシャル、23:15 - 翌0:10）
- 2009年12月18日 くりぃむナントカSP「M-1GP直前にあえて敢行!一夜限りの復活“N(ナントカ)-1グランプリ”!!」（60分、23:15 - 翌0:15）※朝日放送、静岡朝日テレビ、九州朝日放送を除く[注 1]
- 2010年4月2日 くりぃむナントカ スペシャル「五十音-1グランプリ」（60分スペシャル、23:15 - 翌0:15）
- 2011年1月7日 くりぃむナントカ スペシャル「第2回五十音-1グランプリ」（60分スペシャル、23:15 - 翌0:15）
- 2011年1月28日 くりぃむナントカ スペシャル「サイフの中身を空っぽにする-1グランプリ」（60分スペシャル、23:15 - 翌0:15））※朝日放送を除く[注 2]
- 2011年2月5日 くりぃむナントカ スペシャル「芸能界ビンカン選手権 特別編」（55分スペシャル、10:50 - 11:45）
- 2012年6月22日 くりぃむナントカ（「ロンドン日本代表応援緊急開催（秘）- 1GP」、60分、23:15 - 翌0:15）※新潟テレビ21、長野朝日放送、静岡朝日テレビ、朝日放送、大分朝日放送は別時間帯で放送。
- 2013年11月29日 くりぃむナントカ スペシャル「芸能界ビンカン選手権」（テレビ朝日開局55周年「55時間テレビ」に内包）（60分スペシャル、23:15 - 翌0:15）
- 2017年5月4日 くりぃむナントカ スペシャル「芸能界へそくり選手権」「ナンバー2選手権」「ナントカガールズプロジェクト2017」（AbemaTV開局1周年記念特番）（2時間スペシャル、21:00 - 23:00）[注 3]

## 放送リスト

### 特番時代
| 特番時代放送リスト | 特番時代放送リスト           | 特番時代放送リスト | 特番時代放送リスト               | 特番時代放送リスト | 特番時代放送リスト |
| 回数               | 企画内容                     | 放送日(テレビ朝日) | ゲスト                           | DVD収録            |                    |
| ------------------ | ---------------------------- | ------------------ | -------------------------------- | ------------------ | ------------------ |
| 特番1              | 利きセンス                   | 2003年9月26日      | 明石家さんま、小池栄子、深田恭子 |                    |                    |
| 特番2              | 利きセンス                   | 2003年12月30日     | 坂下千里子                       |                    |                    |
| 特番3              | 上田晋也の脳に迫るスペシャル | 2004年3月26日      | なし                             |                    |                    |

### 2004年
| 2004年放送リスト | 2004年放送リスト                                                  | 2004年放送リスト   | 2004年放送リスト                                       | 2004年放送リスト | 2004年放送リスト |
| 回数             | 企画内容                                                          | 放送日(テレビ朝日) | ゲスト                                                 | DVD収録          |                  |
| ---------------- | ----------------------------------------------------------------- | ------------------ | ------------------------------------------------------ | ---------------- | ---------------- |
| 第001回          | 利きセンス                                                        | 2004年10月6日      | 鈴木紗理奈、速水もこみち                               | -                |                  |
| 第002回          | 利きセンス                                                        | 2004年10月13日     | 鈴木紗理奈、速水もこみち                               | -                |                  |
| 第003回          | 芸能界オレのほうがファンだグランプリ 〜長渕剛ファン王決定戦〜前編 | 2004年10月20日     | ワッキー、大八木淳史                                   | vol.1            |                  |
| 第004回          | 芸能界オレのほうがファンだグランプリ 〜長渕剛ファン王決定戦〜後編 | 2004年10月27日     | ワッキー、大八木淳史                                   | vol.1            |                  |
| 第005回          | ナントカ告知                                                      | 2004年11月3日      | 小池栄子                                               | -                |                  |
| 第006回          | 利きセンス                                                        | 2004年11月10日     | 光浦靖子、ビビる大木                                   | -                |                  |
| 第007回          | 利きセンス                                                        | 2004年11月17日     | 光浦靖子、ビビる大木                                   | -                |                  |
| 第008回          | 合コン日本シリーズ前編                                            | 2004年11月24日     | 河原さぶ、ビビる大木、水嶋ヒロ、ふかわりょう           | -                |                  |
| 第009回          | 合コン日本シリーズ後編                                            | 2004年12月1日      | 河原さぶ、ビビる大木、水嶋ヒロ、ふかわりょう           | -                |                  |
| 第010回          | 利きセンス                                                        | 2004年12月8日      | 熊田曜子、勝俣州和                                     | -                |                  |
| 第011回 （SP1）  | 緊急生放送!上田にクイズで勝ったら1万円Special                     | 2004年12月22日     | 小池栄子、勝俣州和、光浦靖子、ビビる大木、ふかわりょう | -                |                  |

### 2005年(30分時代)
| 2005年放送リスト(30分時代) | 2005年放送リスト(30分時代) | 2005年放送リスト(30分時代) | 2005年放送リスト(30分時代) | 2005年放送リスト(30分時代) | 2005年放送リスト(30分時代) |
| 回数                       | 企画内容 | 放送日(テレビ朝日)         | ゲスト | DVD収録                    |                            |
| -------------------------- | --- | -------------------------- | --- | -------------------------- | -------------------------- |
| 第011回                    | 利きセンス(8) | 2005年1月12日              | 熊田曜子、勝俣州和 | -                          |                            |
| 第012回                    | 芸能界ナンバー2選手権(1) | 2005年1月19日              | 矢作兼、藤崎奈々子、濱口優、有野晋哉                                                                                                 | -                          |                            |
| 第013回                    | ナントカ告知(2) | 2005年1月26日              | 青木さやか、鈴木紗理奈 | -                          |                            |
| 第014回                    | 利きセンス(9) | 2005年2月2日               | 若槻千夏、勝俣州和 | -                          |                            |
| 第015回                    | クイズ！いきなりラストカット(1) | 2005年2月16日              | 光浦靖子、ペナルティ (お笑いコンビ)                                                                                                  | -                          |                            |
| 第016回                    | 芸能界ナンバー2選手権(2) | 2005年2月23日              | 矢作兼、眞鍋かをり、濱口優、有野晋哉                                                                                                 | vol.2                      |                            |
| 第017回                    | 利きセンス(10) | 2005年3月2日               | ウエンツ瑛士、梨花 | -                          |                            |
| 第018回                    | 芸能界ビンカン選手権(1) | 2005年3月9日               | 岡田圭右、熊田曜子、ワッキー | -                          |                            |
| 第019回                    | クイズ！いきなりラストカット(2) | 2005年3月16日              | 光浦靖子、おぎやはぎ | -                          |                            |
| 第020回                    | ナントカ告知(3) | 2005年3月23日              | 堀内健、土田晃之 | -                          |                            |
| SP2                        | 祝！くりぃむナントカ 春のお腹いっぱい祭り ナントカ1ミニッツ(1)、クイズ！いきなりラストカット(3)、ナントカ告知SP(4)、熱々おでん早食い対決 | 2005年3月30日              | 南海キャンディーズ、アンガールズ、西村ともみ、勝俣州和、小池栄子、おぎやはぎ、優香、南田裕介、山根航太郎、ワッキー、アンタッチャブル | -                          |                            |
| 第021回                    | 芸能界ビンカン選手権(2) | 2005年4月13日              | おぎやはぎ、藤崎奈々子、ふかわりょう                                                                                                 | -                          |                            |
| 第022回                    | ナントカ1ミニッツ(2)、ナントカ告知(5) | 2005年4月20日              | 安田大サーカス、北陽 | -                          |                            |
| 第023回                    | 利きセンス(11) | 2005年4月27日              | 雛形あきこ、FUJIWARA | -                          |                            |
| 第024回                    | ナントカ1ミニッツSP(3) | 2005年5月4日               | ヒロシ、次長課長、レギュラー | -                          |                            |
| 第025回                    | 芸能界ナンバー2選手権(3) | 2005年5月11日              | 三倉佳奈、矢作兼、濱口優、有野晋哉                                                                                                   | -                          |                            |
| 第026回                    | ナントカガールズ・プロジェクト(1) | 2005年5月18日              | 鈴木紗理奈、福下恵美 | -                          |                            |
| 第027回                    | 利きセンス(12) | 2005年5月25日              | みさきゆう、勝俣州和 | -                          |                            |
| 第028回                    | 芸能界ビンカン選手権(3) | 2005年6月1日               | 金子昇、藤崎奈々子、ますだおかだ | -                          |                            |
| 第029回                    | ナントカ1ミニッツ(4)、ナントカ告知(6) | 2005年6月8日               | - | -                          |                            |
| 第030回                    | 大木VS小木 アシスタント王決定戦(1) | 2005年6月15日              | 小木博明、ダンディ坂野 | -                          |                            |
| 第031回                    | クイズ！いきなりラストカット(4) | 2005年6月22日              | - | -                          |                            |
| 第032回                    | ナントカガールズ・プロジェクト(2) | 2005年6月29日              | 鈴木紗理奈、福下恵美、岡本夏生 | -                          |                            |
| 第033回                    | ナントカ1ミニッツSP(5) | 2005年7月6日               | - | -                          |                            |
| 第034回                    | 芸能界ナンバー2選手権(4) | 2005年7月13日              | 有野晋哉、出川哲朗、矢作兼、熊田曜子                                                                                                 | -                          |                            |
| 第035回                    | 大木VS小木アシスタント王決定戦(2) | 2005年7月20日              | 小木博明 | -                          |                            |
| 第036回                    | 芸能界ビンカン選手権(4) | 2005年8月3日               | 土田晃之、福下恵美、次長課長 | -                          |                            |
| 第037回                    | P－1グランプリ | 2005年8月10日              | 勝俣州和、河相我聞、中川剛、土田晃之                                                                                                 | -                          |                            |
| 第038回                    | ライバルは自分選手権!!(1)前編 | 2005年8月17日              | 山口もえ、長州小力、河本準一、ワッキー                                                                                               | -                          |                            |
| 第039回                    | ライバルは自分選手権!!(1)後編 | 2005年8月24日              | 山口もえ、長州小力、河本準一、ワッキー                                                                                               | -                          |                            |
| 第040回                    | 連想クイズ ヒントでヒント(1) | 2005年9月7日               | 矢作兼、藤崎奈々子、河本準一、岡田圭右                                                                                               | -                          |                            |
| 第041回                    | お料理アップアップ(1) | 2005年9月14日              | 生井亜美、土田晃之、ますだおかだ | -                          |                            |
| 第042回                    | 芸能界オレのほうがファンだグランプリ(2)〜長州力ファン王決定戦〜前編                                                                      | 2005年9月21日              | 岡田圭右、勝俣州和 | -                          |                            |
| 第043回                    | 芸能界オレのほうがファンだグランプリ(2)〜長州力ファン王決定戦〜後編、ナントカ変換（仮）(1)                                               | 2005年9月28日              | 岡田圭右、勝俣州和、次長課長、鈴木紗理奈                                                                                             | -                          |                            |

### 2005年(55分時代)
| 第044回 | 芸能界ビンカン選手権(5)                                      | 2005年10月10日 | vol.1 |
| 第045回 | クイズ！いきなりラストカット(5)、ナントカ早メイク女王(1)     | 2005年10月17日 | -     |
| 第046回 | ためしてバッテン（クイズヒントでヒント(2)、ナントカ変換(2)） | 2005年10月24日 | -     |
| 第047回 | お料理アップアップ(2)、ナントカ1ミニッツ(6)                  | 2005年10月31日 | -     |
| 第048回 | ライバルは自分選手権(2)                                      | 2005年11月7日  | -     |
| 第049回 | 芸能界ビンカン選手権(6)、ナントカ早メイク女王(2)             | 2005年11月14日 | -     |
| 第050回 | クイズ1and1(1)、ナントカ早メイク女王(3)                      | 2005年11月21日 | -     |
| 第051回 | クイズ！いきなりラストカット(6)、ナントカ早メイク女王(4)     | 2005年11月28日 | -     |
| 第052回 | ナントカ世論、ナントカ早メイク女王(5)                        | 2005年12月5日  | -     |

### 2006年
| 第053回  | ナントカ好感度 クイズLove5(1)                                                                                    | 2006年1月9日           |                             |
| SP3      | クイズ1and1 SP クイズ1and1(2)                                                                                    | 2006年1月11日(水)      |                             |
| 第054回  | ナントカ変換(3)、ナントカ早メイク女王(6)                                                                         | 2006年1月16日          |                             |
| 第055回  | ライバルは自分選手権(3)                                                                                          | 2006年1月23日          |                             |
| 第056回  | グルメをならべて こちらカロリーメイツ(1)                                                                         | 2006年1月30日          |                             |
| 第057回  | 芸能界ビンカン選手権(7)、ナントカ早メイク女王(7)                                                                 | 2006年2月6日           |                             |
| 第058回  | クイズ！いきなりラストカット(7)、ナントカ早メイク女王(8)                                                         | 2006年2月13日          |                             |
| 第059回  | ナントカ好感度 クイズLove5(2)、ナントカ早メイク女王(9)                                                           | 2006年2月20日          | vol.2(Love5)                |
| 第060回  | グルメをならべて こちらカロリーメイツ(2)、ナントカ早メイク女王(10)                                               | 2006年2月27日          |                             |
| 第061回  | ナントカガールズ・プロジェクト(3)、ナントカ1ミニッツ(7)                                                          | 2006年3月6日           |                             |
| 第062回  | クイズ1and1(3)                                                                                                   | 2006年3月13日          |                             |
| 第063回  | ナントカ変換(4)、大木アナ番組降板ドッキリ大作戦!!                                                                | 2006年3月20日          | vol.1特典映像               |
| 第064回  | ナントカ長生きツアー(1)                                                                                          | 2006年3月27日          |                             |
| SP4      | 芸能界ビンカン選手権スペシャル 芸能界ビンカン選手権 in 京都(8)                                                   | 2006年4月3日           | vol.3                       |
| PR1      | くりぃむナントカSP 今夜7時                                                                                       | 2006年4月10日          |                             |
| SP5      | くりぃむナントカ春の2時間SP 上田と言えばゴリラ!クイズ1and1春の陣!!(4)                                            | 2006年4月10日(月)      |                             |
| 第065回  | 芸能界ビンカン選手権 京都大反省会                                                                                | 2006年4月24日          |                             |
| 第066回  | クイズ！いきなりラストカット(8)、ナントカ早メイク女王(11)                                                        | 2006年5月1日           |                             |
| 第067回  | グルメをならべて こちらカロリーメイツ(3)                                                                         | 2006年5月8日           |                             |
| 第068回  | 偏差値カードバトル すみません早慶で…(1)、ナントカ変換(5)                                                         | 2006年5月15日          |                             |
| 第069回  | 芸能界ナンバー2選手権(5)                                                                                         | 2006年5月22日          |                             |
| 第070回  | 芸能界ビンカン選手権(9)、ナントカ1ミニッツ(8)                                                                    | 2006年5月29日          |                             |
| 第071回  | ナントカ好感度 クイズLove5(3)、ナントカ1ミニッツ(9)                                                              | 2006年6月5日           |                             |
| 第072回  | 芸能界オレのほうがファンだグランプリ(1)〜長渕剛ファン王決定戦〜【再編】                                          | 2006年6月12日          |                             |
| 虎の門SP | くりぃむナントカ虎の門SP クイズ！いきなりラストカット(9)                                                         | 2006年6月17日(土)      |                             |
| 第073回  | ナントカダイエットツアー(2)                                                                                      | 2006年6月19日          |                             |
| 第074回  | そっくり1and2(1)、ナントカ早メイク女王(12)                                                                       | 2006年6月26日          |                             |
| 第075回  | クイズ！いきなりラストカット(10)、偏差値カードバトル すみません早慶で…(2)                                        | 2006年7月3日           |                             |
| 第076回  | ライバルは自分選手権(4)                                                                                          | 2006年7月17日          |                             |
| 第077回  | クイズ！同級生に乾杯！(1)、ジャパネットありた(1)                                                                 | 2006年7月24日          |                             |
| 第078回  | ナントカマッスルツアー(3)、偏差値カードバトル すみません早慶で…(3)                                               | 2006年7月31日          |                             |
| 第079回  | ナントカ変換(6)、ジャパネットありた(2)                                                                           | 2006年8月7日           |                             |
| 第080回  | ナントカ好感度 クイズLove5(4)、クイズおとうさんtoいっしょ(1)                                                     | 2006年8月14日          |                             |
| 第081回  | 芸能界ビンカン選手権(10)、ノリノリ堀越の準レギュラーの座は渡さない!!(1)                                          | 2006年8月21日          | vol.2特典映像(ノリノリ堀越) |
| 第082回  | そっくり1and2(2)                                                                                                 | 2006年8月28日          |                             |
| 第083回  | ナントカガールズ・プロジェクト(4)、クイズおとうさんtoいっしょ(2)                                                 | 2006年9月4日           |                             |
| 第084回  | グルメをならべて こちらカロリーメイツ(4)                                                                         | 2006年9月11日          |                             |
| PR2      | 芸能界ビンカン選手権 総集編                                                                                      | 2006年9月16日(ドスペ2) |                             |
| 第085回  | 2006年度上半期反省会                                                                                             | 2006年9月18日          |                             |
| SP6      | 祝☆くりぃむナントカ世界進出!!! 芸能界ビンカン選手権スペシャル 芸能界ビンカン選手権 in 韓国(11)、そっくり1and2(3) | 2006年9月20日(水)      |                             |
| 第086回  | ナントカ変換(7)、クイズおとうさんtoいっしょ(3)                                                                   | 2006年9月25日          |                             |
| 第087回  | 芸能界オレのほうがファンだグランプリ(3)〜長渕剛ファン王決定戦2〜前編                                             | 2006年10月9日          |                             |
| 第088回  | 芸能界オレのほうがファンだグランプリ(3)〜長渕剛ファン王決定戦2〜後編                                             | 2006年10月16日         |                             |
| 第089回  | クイズ！いきなりラストカット(11)、ノリノリ堀越の準レギュラーの座は渡さない!!(2)                                  | 2006年10月23日         |                             |
| 第090回  | 芸能界ビンカン選手権 韓国大反省会                                                                                | 2006年10月30日         |                             |
| 第091回  | ナントカ好感度 クイズLove5(5)、ゴールデングラブSHOW(1)                                                           | 2006年11月6日          |                             |
| 第092回  | 芸能界ナンバー2選手権(6)、ノリノリ堀越の準レギュラーの座は渡さない!!(3)                                          | 2006年11月13日         |                             |
| 第093回  | ナントカホーテ(1)、クイズ！同級生に乾杯！(2)                                                                     | 2006年11月20日         |                             |
| 第094回  | そっくり1and2(4)、ナントカホーテ(2)                                                                              | 2006年11月27日         |                             |
| 第095回  | 本当のアシスタントは私だ！大木アナvs前田アナ(1)、ゴールデングラブSHOW(2)                                         | 2006年12月4日          | vol.2(大木vs前田)           |
| 第096回  | ならべる予備校 代々木ナラベール(1)、ナントカホーテ(3)                                                            | 2006年12月11日         |                             |
| 第097回  | 芸能界ビンカン選手権(12)                                                                                         | 2006年12月18日         |                             |
| SP7      | 新企画だらけの90分 ためしてバッテンSP ナントカ国際空港(1)、ナントカバイキング                                    | 2006年12月29日(金)     |                             |

### 2007年
| 第098回 | クイズ！いきなりラストカット(12)、ノリノリ堀越の準レギュラーの座は渡さない!!(4)      | 2007年1月8日   | vol.2特典映像(ノリノリ堀越)        |
| 第099回 | ナントカ好感度 クイズLove5(6)、ナントカホーテ(4)                                     | 2007年1月15日  |                                    |
| 第100回 | ならべる予備校 代々木ナラベール(2)、大木アナVS前田アナ これなら勝てる-1グランプリ(2) | 2007年1月22日  | vol.2(大木vs前田)                  |
| 第101回 | N-1グランプリ(1)前編、ノリノリ堀越の準レギュラーの座は渡さない!!(5)                  | 2007年1月29日  | vol.2(N-1GP)                       |
| 第102回 | N-1グランプリ(1)後編、ナントカ国際空港(2)                                            | 2007年2月5日   | vol.2(N-1GP)                       |
| 第103回 | ナントカアンケートQUIZ(1)、ゴールデングラブSHOW(3)                                   | 2007年2月12日  |                                    |
| 第104回 | 芸能界ナンバー2選手権(7)、ノリノリ堀越の準レギュラーの座は渡さない!!(6)              | 2007年2月19日  |                                    |
| 第105回 | 大木アナVS前田アナ これなら勝てる-1グランプリ(3)、ナントカホーテ(5)                  | 2007年2月26日  | vol.3(大木vs前田)                  |
| 第106回 | 天才！バカチョイス(1)、ナントカ国際空港(3)                                           | 2007年3月5日   |                                    |
| 第107回 | ビンタガールズオーディション、ノリノリ堀越の準レギュラーの座は渡さない!!(7)          | 2007年3月12日  |                                    |
| 第108回 | 2006年度下半期反省会                                                                 | 2007年3月19日  |                                    |
| SP8     | 春の15分拡大スペシャル 大木アナVS前田アナ 最終決戦!!(4)、ナントカホーテ(6)           | 2007年3月26日  | vol.3(大木vs前田)                  |
| 第109回 | ナントカアンケートQUIZ(2)、ナントカ国際空港(4)                                       | 2007年4月2日   |                                    |
| 第110回 | ナントカ変換(8)、ナントカホーテ(7)                                                   | 2007年4月9日   |                                    |
| 第111回 | 天才！バカチョイス(2)、からいやつら(1)                                               | 2007年4月16日  |                                    |
| 第112回 | 芸能界ビンカン選手権(13)                                                             | 2007年4月23日  | vol.グー（未公開映像・完全版収録） |
| 第113回 | N-1グランプリ(2)前編、ノリノリ堀越の準レギュラーの座は渡さない!!(8)                  | 2007年4月30日  | vol.2特典映像(ノリノリ堀越)        |
| 第114回 | N-1グランプリ(2)後編、ナントカホーテ(8)                                              | 2007年5月7日   |                                    |
| 第115回 | 芸能界ナンバー2選手権(8)                                                             | 2007年5月14日  |                                    |
| 第116回 | クイズ！いきなりラストカット(13)、河本 本企画                                        | 2007年5月21日  |                                    |
| 第117回 | チャラチャラしようぜ！(1)、ナントカ国際空港(5)                                       | 2007年5月28日  |                                    |
| 第118回 | ボケVSツッコミ お笑いスイッチヒッター選手権、からいやつら(2)                         | 2007年6月4日   |                                    |
| 第119回 | ナントカバツ1ツアー(4)、竹山ファン感謝企画                                           | 2007年6月11日  |                                    |
| 第120回 | ナントカガールズ・プロジェクト(5)                                                    | 2007年6月18日  |                                    |
| 第121回 | 芸能界へそくり選手権(1)                                                              | 2007年6月25日  |                                    |
| 第122回 | ナントカホーテ(9)、チャラチャラしようぜ！(2)                                         | 2007年7月2日   |                                    |
| 第123回 | クイズ！同級生に乾杯！(3)、堀越のりVS小阪由佳 準レギュラーはどっちだ!?(9)            | 2007年7月9日   | vol.3特典映像(堀越vs小阪)          |
| 第124回 | 芸能界ビンカン選手権 in 東京ドーム(14)                                               | 2007年7月16日  |                                    |
| 第125回 | ナントカ変換(9)、からいやつら in 東京ドーム(3)                                       | 2007年7月23日  |                                    |
| 第126回 | 芸能界へそくり選手権(2)                                                              | 2007年7月30日  |                                    |
| 第127回 | ナントカバツ1ツアー(5)                                                               | 2007年8月6日   |                                    |
| 第128回 | くりぃむナントカファン感謝祭                                                         | 2007年8月13日  |                                    |
| 第129回 | 芸能界ナンバー2選手権(9)、堀越vs小阪 準レギュラーバトル(1)                           | 2007年8月20日  |                                    |
| 第130回 | Nー1グランプリ(3)                                                                    | 2007年9月3日   |                                    |
| 第131回 | クイズ！上田を探せ！(1)                                                              | 2007年9月10日  |                                    |
| 第132回 | ナントカホーテ(10)、ナントカ1ミニット(10)                                            | 2007年9月17日  |                                    |
| 第133回 | ナントカ国際空港(6)、世界進出inバンクーバー ナントカ好感度 クイズLove5(7)            | 2007年9月24日  |                                    |
| 第134回 | ナントカ年功序列(1)、品川ブログ発売記念ファン感謝祭                                  | 2007年10月1日  |                                    |
| 第135回 | ナントカホーテ(11)、初めての大運動会                                                 | 2007年10月8日  |                                    |
| 第136回 | 芸能界へそくり選手権(3)前編                                                          | 2007年10月15日 |                                    |
| 第137回 | 芸能界へそくり選手権(3)後編、ナントカレストラン(1)                                   | 2007年10月22日 |                                    |
| 第138回 | 芸能界ビンカン選手権(15)IN東京修学旅行ツアー                                         | 2007年10月29日 |                                    |
| 第139回 | ナントカ変換(10)、からいやつら(4)                                                    | 2007年11月5日  |                                    |
| 第140回 | クイズ！いきなりラストカット(14)、堀越vs小阪 準レギュラーバトル(2)                   | 2007年11月12日 |                                    |
| 第141回 | IN-DOORS(1)                                                                          | 2007年11月19日 |                                    |
| 第142回 | ナントカ年功序列(2)、庄司智春・本発売記念ファン感謝祭                                | 2007年11月26日 |                                    |
| 第143回 | N-1グランプリ(4)前編、ナントカCD告知                                                 | 2007年12月3日  |                                    |
| 第144回 | N-1グランプリ(4)後編                                                                 | 2007年12月10日 |                                    |
| 第145回 | クイズ！ナントカ年功序列(3)、クイズ！坂下を探せ！(2)                                 | 2007年12月17日 |                                    |
| 第146回 | 日本一早い新年会                                                                     | 2007年12月24日 |                                    |

### 2008年
| 第147回 | 芸能界ながら選手権(1)                                            | 市川由衣、吉沢悠、国生さゆり、ブラックマヨネーズ | 2008年1月7日  |
| 第148回 | クイズ！ナントカ年功序列(4)、クイズ！西川を探せ！(3)             | 井森美幸、矢作兼、米倉涼子、西川史子、SHEILA、河本準一 | 2008年1月14日 |
| 第149回 | 芸能界へそくり選手権(4)                                          | スザンヌ、西川史子、バナナマン | 2008年1月21日 |
| 第150回 | ナントカ一発屋ツアー(6)                                          | 有吉弘行、ダンディ坂野、つぶやきシロー、波田陽区、小島よしお、サンドウィッチマン、スザンヌ、藤崎マーケット                                                                                      | 2008年1月28日 |
| 第151回 | IN-DOORS(2)                                                      | 山根良顕、日村勇紀、半田健人、南明奈、矢部太郎 | 2008年2月4日  |
| 第152回 | ナントカホーテ(12)、芸能界ながら選手権(2)                        | 西村知美、森三中、山口もえ、石田純一、羽野晶紀、MEGUMI、次長課長 | 2008年2月11日 |
| 第153回 | ナントカ変換(11)、からいやつら(5)                                | 河本準一、misono、坂下千里子、千秋、チュートリアル、大島麻衣、アントキの猪木 | 2008年2月18日 |
| 第154回 | クイズ！上田がバカならバカ騒ぎ！(1)、クイズ！ナントカ年功序列(5) | おぎやはぎ、次長課長、バナナマン、ブラックマヨネーズ、加藤ローサ、金子貴俊、設楽統 | 2008年2月25日 |
| 第155回 | 負けるな芸人！お子様は神様です選手権(1)                          | アントキの猪木、小島よしお、次長課長、TKO、バナナマン、藤崎マーケット、FUJIWARA、世界のナベアツ                                                                                                 | 2008年3月3日  |
| 第156回 | エンディングジャンピングバンド(1)、ビンカンシアター              | 加藤ローサ、バナナマン、片瀬那奈、土田晃之、ローラ・チャン、次長課長 | 2008年3月10日 |
| 第157回 | おとなりさん、ゴールデンは聞いちゃダメ！(1)                      | 伊藤千晃、次長課長、佐藤里香、バナナマン、川合俊一、アンガールズ、おぎやはぎ | 2008年3月17日 |
| 第158回 | ナントカホーテ(13)、ナントカクールファイブ                       | 浅香唯、千秋、チュートリアル、相澤仁美、バナナマン、おぎやはぎ | 2008年3月24日 |
| 第159回 | 祝 ゴールデン進出！ウルトラクイズ                                | 板東英二、次長課長、岡田圭右、岡本夏生、川村ティナ、ケイティ、堀越のり、小阪由佳、有吉弘行 、大久保佳代子、クロちゃん、HIRO、ゆうたろう、ガナ渕（サミュエルポップ）、ニセヨン様、カンニング竹山 | 2008年3月31日 |

### ゴールデン時代
| ゴールデン時代放送リスト | ゴールデン時代放送リスト | ゴールデン時代放送リスト | ゴールデン時代放送リスト | ゴールデン時代放送リスト | ゴールデン時代放送リスト |
| 回数                     | 企画内容 | ゲスト | 放送日(テレビ朝日)       | 視聴率                   |                          |
| ------------------------ | --- | --- | ------------------------ | ------------------------ | ------------------------ |
| SP9                      | ゴールデン初回から200%増SP 芸能界ビンカン選手権(16)、負けるな芸人！お子様は神様です選手権(2)、クイズ！上田がバカならバカ騒ぎ(2)、有田山動物園(1)、ゴールデンは聞いちゃダメ(2) | 加藤和樹、佐藤唯、柳原可奈子、麒麟、次長課長、おぎやはぎ、藤崎マーケット、エドはるみ、ジョイマン、ハイキングウォーキング、アントキの猪木、ブラックマヨネーズ、ウエンツ瑛士、小倉優子、チュートリアル、次長課長、大島美幸、関根勤、中丸雄一、加藤夏希、ボビーオロゴン、バナナマン、浅田真央 | 2008年4月23日            | 10.3%                    |                          |
| 第160回                  | 芸能界へそくり選手権(5)、エンディングジャンピングバンド(2) | 内藤大助、柳原可奈子、バナナマン、加藤ローサ | 2008年4月30日            | 5.5%                     |                          |
| 第161回                  | 負けるな芸人！お子様は神様です選手権(3)、からいやつら(6) | おぎやはぎ、バナナマン、世界のナベアツ、大西ライオン、山本高広、鳥居みゆき、藤崎マーケット、貫地谷しほり、要潤、チュートリアル、エドはるみ | 2008年5月7日             | 6.2%                     |                          |
| 第162回                  | ナントカベーカリー、有田山動物園(2) | うえむらちか、河本準一、松本伊代、川合俊一、森泉、柳原可奈子 | 2008年5月14日            | 5.6%                     |                          |
| 第163回                  | クイズ！上田がバカならバカ騒ぎ(3) | バナナマン、ブラックマヨネーズ、アントキの猪木、にしおかすみこ、ハリセンボン、はんにゃ | 2008年5月21日            | 4.7%                     |                          |
| 第164回                  | からいやつら(7)、芸能界へそくり選手権(6) | 世界のナベアツ、次長課長、山本高広、はいだしょうこ、藤崎マーケット、石田純一、木村了、にしおかすみこ | 2008年5月28日            | 6.9%                     |                          |
| 第165回                  | 芸能界ビンカン選手権(17)、テレビ有田(1) | 片瀬那奈、バナナマン、土田晃之、柳原可奈子、山田親太朗、おぎやはぎ、サンドウィッチマン、にしおかすみこ、柳原可奈子、設楽統 | 2008年6月4日             | 4.6%                     |                          |
| 第166回                  | 芸能界ビンカン選手権(18)、ゴールデンは聞いちゃダメ(3) | 高橋ジョージ、土田晃之、次長課長、森泉、小倉優子、おぎやはぎ、石原さとみ、ジョイマン | 2008年6月18日            | 6.3%                     |                          |
| 第167回                  | 芸能界ビンカン選手権 in 京都(19) | 国生さゆり、土田晃之、崎本大海、次長課長、麒麟、はいだしょうこ | 2008年6月25日            | 6.0%                     |                          |
| 第168回                  | 芸能界へそくり選手権(7)、有田山動物園(3) | 阿部力、石原良純、バナナマン、吉澤ひとみ、川合俊一、矢口真里、河本準一、山田ルイ53 | 2008年7月2日             | 6.3%                     |                          |
| 第169回                  | ナントカ市立 メンチ中学校、有田山動物園(4) | 土田晃之、バナナマン、蝶野正洋、眞鍋かをり、川合俊一、矢口真里、小杉竜一、山本高広 | 2008年7月9日             | 6.2%                     |                          |
| 第170回                  | 芸能界ナンバー2選手権(10)、ゴールデンは聞いちゃダメ(4) | 勝俣州和、ウエンツ瑛士、眞鍋かをり、バナナマン、おぎやはぎ、永作博美、チュートリアル | 2008年7月16日            | 6.4%                     |                          |
| 第171回                  | ナントカレストラン(2)、テレビ有田(2) | 朝丘雪路、伊東美咲、中林大樹、次長課長、チュートリアル、DAIGO、南明奈、エドはるみ、林剛史、関根勤 | 2008年7月23日            | 5.4%                     |                          |
| 第172回                  | 芸能界へそくり選手権(8)、有田山動物園(5) | 世界のナベアツ、おぎやはぎ、石垣佑磨、加藤ローサ、柳原可奈子、千秋、夕輝壽太 | 2008年7月30日            | 4.7%                     |                          |
| 第173回                  | N-1グランプリ(5) | 次長課長、おぎやはぎ、バナナマン、TKO、髭男爵、トータルテンボス、ザ・たっち、チュートリアル、ブラックマヨネーズ、サンドウィッチマン | 2008年8月6日             | 4.8%                     |                          |
| 第174回                  | 芸能界ナンバー2選手権(11)、有田山動物園(6) | 次長課長、土田晃之、本村健太郎、多岐川華子、千秋、夕輝壽太、カンニング竹山、ワッキー、はんにゃ | 2008年8月27日            | 6.5%                     |                          |
| 第175回 (最終回)         | 芸能界ナンバー1選手権、慰労会 | 土田晃之、次長課長、バナナマン、ジャリズム | 2008年9月3日             | 7.1%                     |                          |

### 復活SP
| 復活SP放送リスト | 復活SP放送リスト                                                         | 復活SP放送リスト | 復活SP放送リスト    | 復活SP放送リスト | 復活SP放送リスト |
| 回数             | 企画内容                                                                 | ゲスト | 放送日 (テレビ朝日) | 視聴率           |                  |
| ---------------- | ------------------------------------------------------------------------ | --- | ------------------- | ---------------- | ---------------- |
| SP10             | 祝！くりぃむナントカ復活記念 新春SP 日本一早い！流行語大賞2009           | アンタッチャブル、おぎやはぎ、ますだおかだ、ハリセンボン、麒麟、アンガールズ、TKO、次長課長                              | 2009年1月3日        | 6.4%             |                  |
| SP11             | くりぃむナントカ 春の復活SP オールスター顔写祭2009                       | おぎやはぎ、バナナマン、チュートリアル、次長課長、はんにゃ、ハリセンボン、土田晃之                                       | 2009年4月3日        | 9.9%             |                  |
| SP12             | 祝！くりぃむナントカDVD発売記念SP 芸能界ナンバー2選手権(12)              | おぎやはぎ、安田美沙子、土田晃之、ゆうたろう、クロちゃん、ガナ渕、堀越のり、岡本夏生                                     | 2009年9月25日       | 8.4%             |                  |
| SP13             | M-1グランプリ2009の前のN-1グランプリ2009SP N（ナントカ）-1グランプリ2009 | おぎやはぎ、次長課長、バナナマン、ハリセンボン、U字工事、アンタッチャブル、チュートリアル、ますだおかだ、土田晃之        | 2009年12月18日      | 10.6%            |                  |
| SP14             | くりぃむナントカDVD第2弾発売記念SP 第1回50音-1グランプリ                 | 土田晃之、おぎやはぎ、次長課長、バナナマン、ハリセンボン、山崎弘也、チュートリアル、岡田圭右、バカリズム、カンニング竹山 | 2010年4月2日        | 11.9%            |                  |
| SP15             | くりぃむナントカ DVD第3弾発売記念SP 第2回50音-1グランプリ                | 岡田圭右、おぎやはぎ、カンニング竹山、次長課長、山崎弘也、土田晃之、バカリズム、バナナマン、ハリセンボン                 | 2011年1月7日        | 9.6%             |                  |
| SP16             | 第3回50音-1グランプリ                                                    | 西川史子、よゐこ、JOY、山崎弘也                                                                                          | 2011年1月28日       | 11.0%            |                  |
| SP17             | 芸能界ビンカン選手権 特別編                                              | HIRO | 2011年2月5日        |                  |                  |
| SP18             | ネオバラレジェンド 第4回50音-1グランプリ                                 | 平成ノブシコブシ、澤部佑、次長課長、山崎弘也、おぎやはぎ、バナナマン、岡田圭右、カンニング竹山                           | 2012年1月4日        | 7.1%             |                  |
| SP19             | ロンドンオリンピック日本代表 必見! これさえ見れば大丈夫-1GP              | 平成ノブシコブシ、澤部佑、次長課長、カンニング竹山、岡田圭右、ロバート、スリムクラブ、大久保佳代子、土田晃之             | 2012年6月22日       | 7.2%             |                  |
| SP20             | 芸能界ビンカン選手権(20)                                                 | 土田晃之、次長課長、大家志津香                                                                                           | 2012年9月28日       |                  |                  |
| SP21             | 芸能界ビンカン選手権(21)                                                 | 劇団ひとり、石橋杏奈、鈴木奈々、次長課長、竹内由恵(テレビ朝日アナウンサー)                                               | 2013年11月29日      |                  |                  |

## テーマ曲・使用音楽
タイトルコール、コーナー交代ジングル
- 『ハイウェイに乗る前に』（Aメロ部分）/BOØWY

オープニングテーマ
- 『CARTOON HEROES』/Yum!Yum!ORANGE

提供クレジットBGM
- 『CARTOON HEROES』/AQUA

オープニングテーマはこの曲をアレンジしYum!Yum!ORANGEがカバーしたもの。
エンディングテーマ
- 『We Built This City』/D-Sailors

## DVD
DVD第1弾
本編
- 第5回芸能界ビンカン選手権
- 第1回俺の方がファンだグランプリ 長渕剛編
- 日本一早い流行語大賞2009

特典映像
- 大木アナ番組降板ドッキリ

おまけ
- 記念すべき番組1回目のオープニングトーク＆各コーナーの間に名物「3分足りません!!」を収録
- 「第5回芸能界ビンカン選手権」には土田晃之、おぎやはぎ・矢作兼によるオーディオコメンタリー

本編
- 第1回N-1グランプリ
- ナントカ好感度 クイズLOVE5
- 大木vs前田アシスタント決定戦パート1・2

特典映像
- ノリノリ堀越傑作選
- 大木vs前田のタマゴかけご飯対決

おまけ
- 各コーナーの間に名物「3分足りません!!」を収録
- 「大木前田アシスタント決定戦パート1・2」には大木アナ、前田アナによるオーディオコメンタリー

本編
- 第2回芸能界No.2選手権
- 芸能界ビンカン選手権in京都
- 大木vs前田アシスタント決定戦パート3＆ファイナル

特典映像
- 堀越vs小阪
- ナントカ変換in京都[注 4]
- ますだおかだ・岡田 伝説の前説

おまけ
- 各コーナーの間に名物「3分足りません!!」を収録
- 「芸能界ビンカン選手権in京都」にはおぎやはぎ・矢作兼、次長課長・河本準一によるオーディオコメンタリー
- 「大木VS前田アシスタント決定戦パート3＆ファイナル」には大木アナ、前田アナによるオーディオコメンタリー

DVD第2弾
本編
- 芸能界ビンカン選手権in箱根
- からいやつら傑作選
- 第1回チャラチャラしようぜ

特典映像
- 芸能界ビンカン選手権in箱根 国生さゆり ありver.
- 前田アナの1人からいやつら

おまけ
- 各コーナーの間に名物「3分足りません!!」を収録
- 「芸能界ビンカン選手権in箱根」には、土田晃之、バナナマン・日村勇紀によるオーディオコメンタリー

本編
- N-1グランプリ2009
- 第1回大木vs小木アシスタント王決定戦
- 第2回インドアーズ

特典映像
- くりぃむしちゅーvsアンタッチャブル 全面抗争!
- 第1回告知済み寝起きドッキリ

おまけ
- 各コーナーの間に名物「3分足りません!!」を収録
- 「第1回大木vs小木アシスタント王決定戦」には、おぎやはぎ・矢作兼、大木アナによるオーディオコメンタリー

本編
- ナントカ一発屋ツアー
- 第6回芸能界ビンカン選手権
- ボケvsツッコミ お笑いスイッチヒッター選手権

特典映像
- 有田山動物園傑作選
- 第6回芸能界ビンカン選手権 お蔵ステージ

おまけ
- 各コーナーの間に名物「3分足りません!!」を収録
- 「ボケvsツッコミ お笑いスイッチヒッター選手権」には、土田晃之、バナナマン・設楽統によるオーディオコメンタリー

DVD第3弾
本編
- 芸能界ビンカン選手権in韓国
- オールスター顔写祭2009
- ナントカ1ミニッツ傑作選

特典映像
- 韓国ビンカン反省会
- ナントカ1ミニッツ 〜次長課長の収録後（未公開）

おまけ
- 各コーナーの間に幻の「ナントカホーテOPコント」を収録
- 「オールスター顔写祭2009」には、おぎやはぎ・矢作兼、バナナマン・日村勇紀によるオーディオコメンタリー

本編
- 第2回N-1グランプリ
- 第2回ライバルは自分選手権
- ファン感謝祭傑作選

特典映像
- はじめての大運動会
- ファン感謝祭 〜河本ギャグ10連発（未公開）

おまけ
- 各コーナーの間に幻の「ナントカホーテOPコント」を収録
- 「第2回N-1グランプリ」には、次長課長・河本準一、バナナマン・設楽統によるオーディオコメンタリー

本編
- 第1回50音-1グランプリ
- 第1回芸能界ビンカン選手権
- ビンタガールオーディション

特典映像
- 第1回カロリーメイツ
- セト渕剛の熱唱モノマネ 〜第2回長渕剛ファン決定戦より

おまけ
- 各コーナーの間に幻の「ナントカホーテOPコント」を収録
- 「第1回芸能界ビンカン選手権」には、おぎやはぎ・矢作兼、ますだおかだ・岡田圭右によるオーディオコメンタリー

## スタッフ
復活SP第11弾時点
- ナレーション：佐藤賢治
- 企画：上田晋也、有田哲平
- 構成：渡辺真也、町田裕章、北本かつら、樅野太紀
- カメラ：門倉秀樹（スウィッシュ・ジャパン）
- 音声：中西由香里（スウィッシュ・ジャパン）
- VE：粕谷弘樹
- 美術：井磧伸介
- デザイン：濱野恭平
- 美術進行：吉居真夏・野口香織・奥田裕美・廣澤陽子（テレビ朝日クリエイト）
- 大道具：後藤貴弘
- 装飾：前西原亜戸
- 電飾：千田徹哉
- 小道具：羽染香樹
- 衣装：杉崎康夫
- モニター：鈴木久
- メイク：小川和美、水上牧子
- 特殊メイク：有限会社 自由廊
- CG：福田隆之
- 編集：村上朗仁（IMAGICA）
- MA：松田直樹（IMAGICA）
- 音効：加藤つよし
- タイムキーパー：吉条雅美
- デスク：中川千波
- 編成：高橋正輝、吉村周
- 宣伝：高橋夏子
- AP：相馬恵美（復活SP第3弾までAP、復活SP第4-?弾までP→一時離脱）
- AD：山本健矢
- ディレクター：藤本達也、堀内裕二、中西正太、宮本大輔
- プロデューサー：鈴木忠親、佐宗威史（復活SP第11弾から）
- ゼネラルプロデューサー：藤井智久（レギュラー最終回までCP、復活SP第3弾からGP）
- 制作著作：テレビ朝日

### 過去のスタッフ
- チーフプロデューサー：板橋順二
- プロデューサー：瀬戸口修（初回-復活SP第3弾まで）
- チーフディレクター：小田隆一郎
- ディレクター：眞中博司、高橋良行、三藤豊、亀田剛、奥村篤人、利川祥隆、鈴木浩晃、中村いずみ、西野絵梨香、山内智未、土井功輔
- AP：斉藤真樹子、中田智也（ゴールデン以降）、冨澤有人、吉田奈央（以前はAD）
- AD：戒能真理、松延由子、林寛之、米田裕一、岩田周人、寺崎崇拡（崎は旧字体）
- 編成：村上浩一、西村裕明、松野良紀、森大貴
- 宣伝：井上裕子
- 構成：岩本哲也、柳しゅうへい、細田哲也、深田憲作、今関ちなつ
- 美術：金澤弘道、玉置未和
- 美術進行：田島えりか（テレビ朝日クリエイト）
- 小道具：石井琢也
- TM：大島秀一
- TD：藤原朋巳、横関正人（テイクシステムズ）
- カメラ：雨森貴之、古橋稔（テイクシステムズ）
- 音声：目野智子（スウィッシュ・ジャパン）〔「ナントカ1ミニット」の罰ゲームのビンタも担当していた〕、ゆうたろう（第1回ビンカン選手権第一ステージのみ）、中田孝也（テイクシステムズ）
- VE：時見正和（テイクシステムズ）、齋藤弘幸
- 照明：伊藤直哉、小倉康裕（テレテック）
- モニター：渡邊慎吾
- メイク：細谷真衣子
- 編集：小原洋一、里慶太郎、小野坂智（IMAGICA）
- MA：松田直起、長谷川健次、遠山正、小笠原恭司、石塚亮、内藤憲司、阿部哲也（IMAGICA）
- 事務所協力：ナチュラルエイト（復活SP第3弾までがプライム）

## ネット局と放送時間

### ゴールデンタイム時代
| 放送対象地域   | 放送局                   | 系列           | 放送日時                      | 遅れ       |
| -------------- | ------------------------ | -------------- | ----------------------------- | ---------- |
| 関東広域圏     | テレビ朝日（EX）         | テレビ朝日系列 | 水曜 19:00 - 19:54            | 制作局     |
| 北海道         | 北海道テレビ（HTB）      | テレビ朝日系列 | 水曜 19:00 - 19:54            | 同時ネット |
| 青森県         | 青森朝日放送（ABA）      | テレビ朝日系列 | 水曜 19:00 - 19:54            | 同時ネット |
| 岩手県         | 岩手朝日テレビ（IAT）    | テレビ朝日系列 | 水曜 19:00 - 19:54            | 同時ネット |
| 宮城県         | 東日本放送（KHB）        | テレビ朝日系列 | 水曜 19:00 - 19:54            | 同時ネット |
| 秋田県         | 秋田朝日放送（AAB）      | テレビ朝日系列 | 水曜 19:00 - 19:54            | 同時ネット |
| 山形県         | 山形テレビ（YTS）        | テレビ朝日系列 | 水曜 19:00 - 19:54            | 同時ネット |
| 福島県         | 福島放送（KFB）          | テレビ朝日系列 | 水曜 19:00 - 19:54            | 同時ネット |
| 新潟県         | 新潟テレビ21（UX）       | テレビ朝日系列 | 水曜 19:00 - 19:54            | 同時ネット |
| 長野県         | 長野朝日放送（abn）      | テレビ朝日系列 | 水曜 19:00 - 19:54            | 同時ネット |
| 静岡県         | 静岡朝日テレビ（SATV）   | テレビ朝日系列 | 水曜 19:00 - 19:54            | 同時ネット |
| 石川県         | 北陸朝日放送（HAB）      | テレビ朝日系列 | 水曜 19:00 - 19:54            | 同時ネット |
| 中京広域圏     | メ〜テレ（NBN）          | テレビ朝日系列 | 水曜 19:00 - 19:54            | 同時ネット |
| 近畿広域圏     | 朝日放送（ABC）          | テレビ朝日系列 | 水曜 19:00 - 19:54            | 同時ネット |
| 広島県         | 広島ホームテレビ（HOME） | テレビ朝日系列 | 水曜 19:00 - 19:54            | 同時ネット |
| 山口県         | 山口朝日放送（yab）      | テレビ朝日系列 | 水曜 19:00 - 19:54            | 同時ネット |
| 香川県・岡山県 | 瀬戸内海放送（KSB）      | テレビ朝日系列 | 水曜 19:00 - 19:54            | 同時ネット |
| 愛媛県         | 愛媛朝日テレビ（eat）    | テレビ朝日系列 | 水曜 19:00 - 19:54            | 同時ネット |
| 福岡県         | 九州朝日放送（KBC）      | テレビ朝日系列 | 水曜 19:00 - 19:54            | 同時ネット |
| 長崎県         | 長崎文化放送（NCC）      | テレビ朝日系列 | 水曜 19:00 - 19:54            | 同時ネット |
| 熊本県         | 熊本朝日放送（KAB）      | テレビ朝日系列 | 水曜 19:00 - 19:54            | 同時ネット |
| 大分県         | 大分朝日放送（OAB）      | テレビ朝日系列 | 水曜 19:00 - 19:54            | 同時ネット |
| 鹿児島県       | 鹿児島放送（KKB）        | テレビ朝日系列 | 水曜 19:00 - 19:54            | 同時ネット |
| 沖縄県         | 琉球朝日放送（QAB）      | テレビ朝日系列 | 水曜 19:00 - 19:54            | 同時ネット |
| 富山県         | 北日本放送（KNB）        | 日本テレビ系列 | 水曜 0:29 - 1:25 （火曜深夜） | 遅れネット |
| 鳥取県・島根県 | 日本海テレビ（NKT）      | 日本テレビ系列 | 月曜 16:53 - 17:50            | 遅れネット |
| 高知県         | テレビ高知（KUTV）       | TBS系列        | 木曜 0:25 - 1:20 （火曜深夜） | 遅れネット |
| 宮崎県         | 宮崎放送（MRT）          | TBS系列        | 水曜 0:55 - 1:50 （火曜深夜） | 遅れネット |

### ネオバラエティ時代
- 朝日放送を除くテレビ朝日系列23局：月曜23:15 - 翌0:10
  - 朝日放送は2006年3月までは2時間14分遅れの火曜 1:29 - 2:26（月曜深夜）に、2006年4月以降は1時間14分遅れの火曜 0:29 - 1:26（月曜深夜）に放送されていた。

### 放送時間の変遷
| 期間    | 期間    | 放送曜日             | 放送時間（日本時間）   |
| ------- | ------- | -------------------- | ---------------------- |
| 2004.10 | 2005.09 | 水曜日（火曜日深夜） | 00:16 - 00:46（30分）  |
| 2005.10 | 2008.03 | 月曜日               | 23:15 - 翌0:10（55分） |
| 2008.04 | 2008.09 | 水曜日               | 19:00 - 19:54（54分）  |